# Edel Quinn
Časna službenica Edel Quinn (Greenane, Irska, 14. rujna 1907. – Nairobi, Kenija, 14. svibnja 1944.) je irska katolička aktivistica, članica katoličke marijanske organizacije Marijine legije i utemeljiteljica brojnih podružnica te organizacije u Africi.
Njeni su roditelji bili Charles Quinn i Luise Burke Brown. Trebala je dobiti ime Adele. Edel je izvorno željela biti redovnica, ali njezino slabo zdravlje to nije dopuštalo. U dobi od 20 godina pridružila se katoličkoj marijanskoj organizaciji Marijina legija i pomagala je ljudima u potrebi u irskom glavnom gradu Dublinu. Godine 1936. otišla je kao izaslanica Marijine legije u istočnou i središnju Afriku, gdje je osnovala stotine podružnica Marijine legije u državama kao što su: Tanzanija, Kenija, Uganda, Malavi i Mauricijus. Umrla je od tuberkuloze u Nairobiju u Keniji i bila je pokopana na misionarskom groblju.
Postupak njene beatifikacije pokrenut je 1956. godine. Papa Ivan Pavao II. priznao je njene herojske vrline 15. prosinca 1994. godine, što je korak u beatifikaciji onih koji nisu umrli kao mučenici.